# Carlos Adrián Morales
Carlos Adrián Morales Higuera, plus connu sous le nom de Carlos Adrián Morales, né le 6 septembre 1979 à La Piedad au Mexique, est un footballeur international mexicain. 
Il joue au poste de milieu de terrain avec le club du Monarcas Morelia.

## Carrière

### En club
- 1997-1998 : CF La Piedad -  Mexique
- 1998-2001 : Monarcas Morelia -  Mexique
- 2001-2002 : CF Pachuca -  Mexique
- 2002-2004 : Monarcas Morelia -  Mexique
- 2004-2006 : Tigres UANL -  Mexique
- 2006-2009 : Deportivo Toluca -  Mexique
- 2009 : Estudiantes Tecos -  Mexique
- 2010-2012 : Santos Laguna -  Mexique
- Depuis 2012 : Monarcas Morelia -  Mexique

### En équipe nationale
8 sélections et 0 but avec  Mexique entre 1999 et 2005.

## Palmarès

### En club
- Avec Monarcas Morelia :
  - Champion du Mexique en 2000 (Invierno).

- Avec CF Pachuca :
  - Champion du Mexique en 2001 (Invierno).

- Avec Deportivo Toluca :
  - Champion du Mexique en 2008 (Apertura).

### En sélection
- Avec l'équipe du Mexique :
  - Finaliste de la Copa América en 2001.